# Saint James, Barbados
Saint James este una din cele unsprezece parohii ale statului caraibian Barbados. Ea a devenit unul din locurile de vacanță a persoanelor bogate și celebre.

## Parohii vecine
- Saint Andrew - Est
- Saint Peter - Nord
- Saint Michael - Sud
- Saint Thomas - Sud-est